# National Iranian Oil Company
La National Iranian Oil Company (NIOC) è una compagnia petrolifera posseduta dal governo iraniano e sottoposta alla gestione dell'apposito Ministero del Petrolio. La NIOC detiene il monopolio dell'industria petrolifera iraniana, questo la rende una delle più grandi aziende del mondo nel settore in termini di produzione, di riserve, di fatturato e di profitto.
Tra le aziende controllate vi è la National Iranian South Oil Company.
Una ricerca del 2019 indica che la NIOC, con emissioni di 35,66 miliardi di tonnellate di CO2 equivalente dal 1965, è stata la compagnia con le quinte emissioni più alte al mondo durante quel periodo.
Attualmente la capacità di produzione di petrolio greggio della National Iranian Oil Company è pari a 4 milioni di barili al giorno; la società produce oltre un miliardo di metri cubi di gas naturale al giorno e la sua produzione di condensato è di circa 900.000 barili al giorno. Il volume delle riserve di petrolio greggio di proprietà della società è stimato in 157 miliardi di barili ed è il secondo detentore di riserve di petrolio al mondo. La National Iranian Oil Company è la terza al mondo per produzione totale di petrolio e gas, dopo Aramco (Arabia Saudita) e Gazprom (Russia).

## Storia

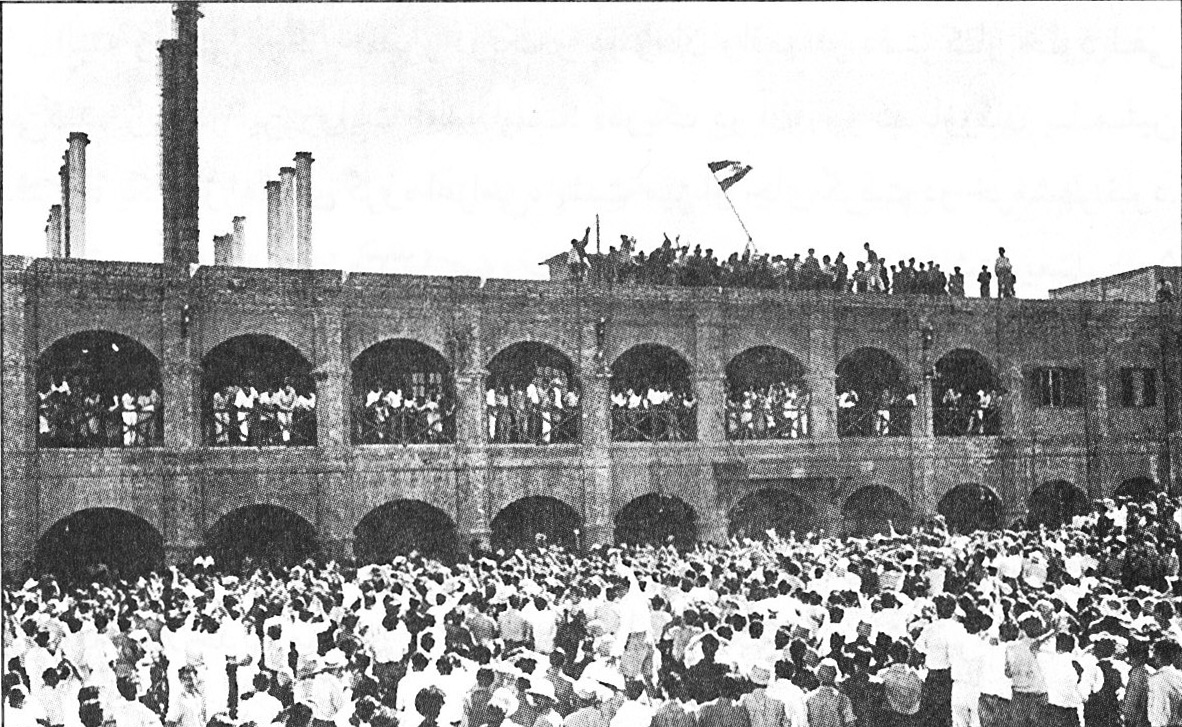
La bandiera iraniana viene issata sulla sede della Anglo-Iranian Oil Company (successivamente BP) dopo la nazionalizzazione

La compagnia nacque nel 1951 per sostituire l'Anglo-Iranian Oil Company, a seguito della decisione del governo di Mossadeq di nazionalizzare il settore petrolifero.
La società convisse con lo IOP (Iranian Oil Participants), una holding controllata dalle compagnie petrolifere straniere, fino alla rivoluzione del 1979, quando la compagnia statale assunse il pieno controllo del settore.

## Consociate
La National Company of Southern Oilfields, con la produzione dell'85% del greggio della compagnia, è il più grande produttore di petrolio della NIOC, seguita dalla Iranian Offshore Oil Company e dalla Central Iranian Oil Company, le più grandi sussidiarie della società.

### Produzione
- Compagnia nazionale per i giacimenti petroliferi meridionali
- Compagnia di sfruttamento del petrolio e del gas di Karun
- Masjed Soleiman Società di sfruttamento del petrolio e del gas
- Società di sfruttamento di petrolio e gas marrone
- Società di sfruttamento del petrolio e del gas di Aghajari
- Società di sfruttamento del petrolio e del gas di Gachsaran
- Compagnia petrolifera offshore dell'Iran
- Compagnia petrolifera e del gas di Pars
- Arvandan Oil and Gas Company
- Compagnia petrolifera iraniana centrale
- Società di sfruttamento del petrolio e del gas occidentale
- Shargh Oil and Gas Exploitation Company
- Società di sfruttamento del petrolio e del gas di South Zagros

### Servizi
- Società nazionale di perforazione iraniana
- Società di ingegneria e sviluppo petrolifero iraniano
- Iran Oil Trading Company
- Società iraniana di terminali petroliferi
- Compagnia nazionale iraniana di petroliere

### Altro
- Società nazionale iraniana di esportazione di gas
- Compagnia petrolifera del Caspio
- Organizzazione della zona economica speciale di Pars Energy
- Organizzazione sanitaria dell'industria petrolifera
- Azienda di ottimizzazione del consumo di carburante

## Logo
Il logo storico della compagnia, sostituito poco dopo la Rivoluzione iraniana, era caratterizzato dalla presenza di numerosi elementi tradizionali: il leone, all’epoca simbolo dell’Iran imperiale; la torcia, simbolo del petrolio che rimandava anche alle antiche divinità persiane e all'architettura di Persepoli; il triangolo, che alludeva agli insegnamenti di Zarathustra.

L'attuale logo, invece, riprende sia concetti tradizionali che di matrice islamica. Alcuni elementi della grafica rimandano a passi del Corano, mentre la decorazione in arabesco rimanda a una forma d'arte tipica della cultura iraniana e musulmana. La fiamma, infine, è un rimando alle attività petrolifere della compagnia.

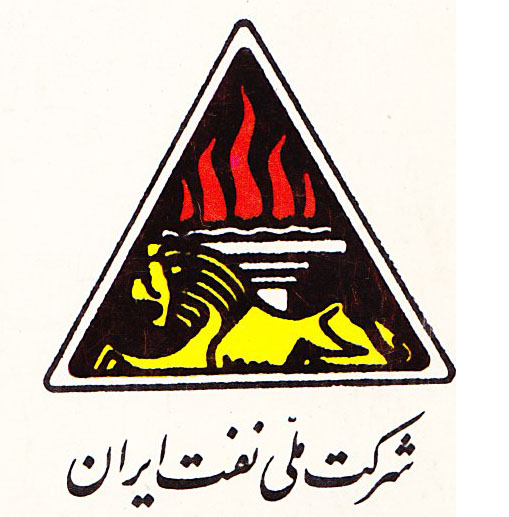
Il logo storico della compagnia
Il logo attuale della compagnia